# Braunscher Prospekt

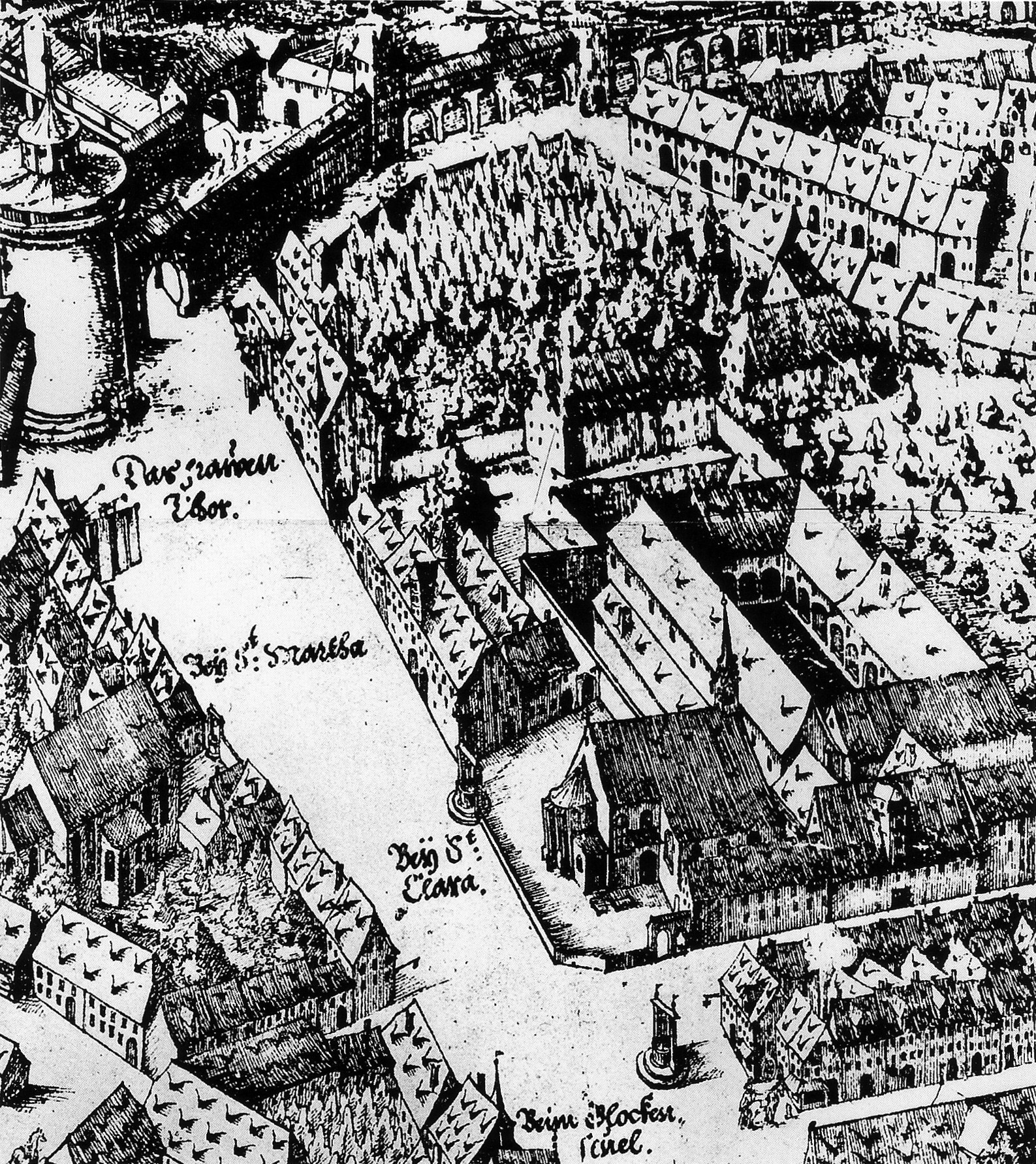
Darstellung der Kirche St. Klara im Braunschen Prospekt

Der Prospekt der Reichsstadt Nürnberg ist eine vom Nürnberger Kartographen, Landvermesser und Ratskanzlisten Hieronymus Braun († 1620) erstellte großformatige Ansicht der Stadt Nürnberg.
Am 8. Juni 1608 präsentierte der Ratskanzlist Hieronymus Braun dem Nürnberger Rat ein Werk, das er allein mit seinen Mitteln gefertigt hatte: einen Prospekt der Reichsstadt Nürnberg. Aufgrund der detailgetreuen Darstellung wird er als Meisterwerk der Kartografie angesehen. Braun erstellte den Prospekt im Jahr 1608 aus eigenem Antrieb, ohne vom Rat der Stadt entsprechend beauftragt worden zu sein. Dargestellt ist der Grundriss der Stadt mit der dreidimensionalen Zeichnung aller Gebäude als Schrägansicht.
Der »Prospekt des Hieronymus Braun« wird heute zu den größten Leistungen der Kartographie zu Anfang des 17. Jahrhunderts gezählt. Er ist nur in einer einzigen Fassung erhalten, die über die Jahrhunderte stark gelitten hat und heute im Staatsarchiv Nürnberg aufbewahrt wird.

## Erscheinungsbild
Der Prospekt misst 2,80 Meter in der Breite und 1,95 Meter in der Höhe. Er ist als Federzeichnung auf Papier ausgeführt. Im Gegensatz zu heute üblichen Karten ist er nicht nach Norden ausgerichtet, sondern nach Süden. Abgebildet ist im Wesentlichen der Bereich innerhalb der Stadtbefestigung. Sämtliche Gebäude sind perspektivisch in Schrägansicht dargestellt.
Er zeigt Nürnberg im Maßstab von ca. 1:1200.
In insgesamt vier Kartuschen am rechten und linken Rand des Prospektes findet sich eine in lateinischen Versen verfasste Widmung des Werkes an den Rat und die Bürger der Stadt Nürnberg, die vom Theologen und Bibliothekar Christoph Reich verfasst wurde. Mittig über der Stadtansicht sind die Wappen der Stadt und der Patrizierfamilien, die zur Zeit der Erstellung des Werkes den Inneren Rat bildeten, zu sehen.